# Firn

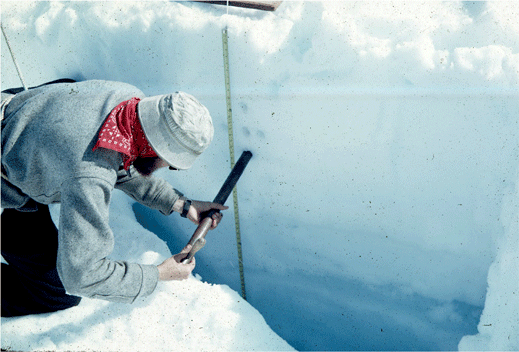
Monsterneming aan het oppervlak van een gletsjer, waar zich firn bevindt

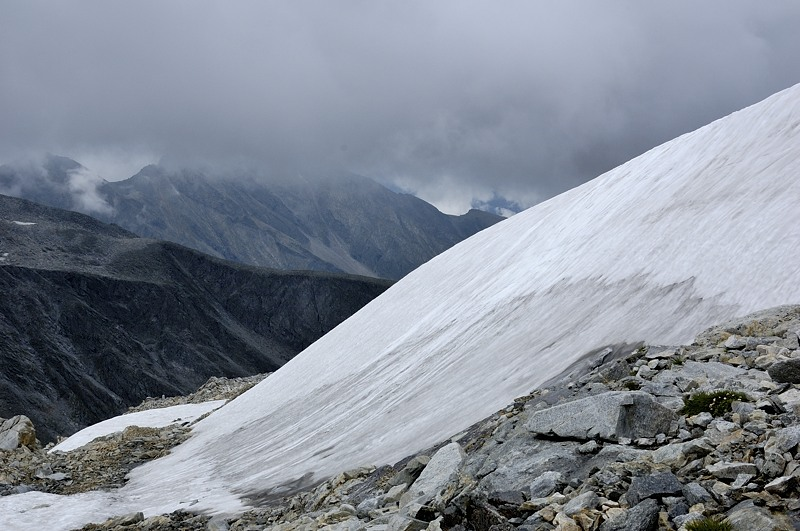
Firnveld op de top van de Säuleck, Hohe Tauern

Firn is een grofkorrelige substantie bestaande uit sneeuw en ijs, die ontstaat door het beurtelings ontdooien en bevriezen van de bovenste sneeuwlaag in zogenaamde firnbekkens: komvormige nissen in het hooggebergte, omgeven door steile bergwanden en scherpe piramidevormige rotspieken (horns of pics). Andere namen voor firnbekken zijn cirque en karen. Elk winterhalfjaar komt er een verse laag sneeuw terecht in het firnbekken. Op zekere diepte zal de grofkorrelige firn door de druk verdichten tot wit gletsjerijs. Nog dieper is de druk zo hoog dat er een plastische ijsmassa ontstaat, dit is het blauwe gletsjerijs.

## Etymologie
Het woord Firn is Duits voor 'oude sneeuw'.